# Domina Vacanze (велокоманда)
Domina Vacanze (UCI Team Code: DOM) — итальянская профессиональная шоссейная велокоманда, существовавшая в 2003 — 2005 годах, финансировавшая одноимённой группой гостиниц. В сезоне 2005 года выступала в соревнованиях UCI ProTour. В сезоне 2006 года, в связи с нехваткой бюджетных средств, объединилась с немецкой велокомандой Team Wiesenhof в Team Milram.

## Победы
2003
- Джиро д’Италия:
  - этапы 8 и 9 — Марио Чиполлини
  - этап 20 — Джованни Ломбарди
- Тиррено — Адриатико: этапы 1 и 3 — Марио Чиполлини

2005
UCI ProTour 2005:
- Энеко Тур: этап 2 — Симоне Кадамуро
- Тур Германии: этап 2 — Максим Иглинский

Континеньальные туры:
- Джиро дель Трентино: этап 2 — Сергей Гончар
- Гран-при города Камайоре — Максим Иглинский
- Кубок Уго Агостони — Паоло Валоти
- Кубок Плаччи — Паоло Валоти
- Кубок Сабатини — Алессандро Бертолини

Национальные чемпионаты:
- Украины в гонке на время — Андрей Гривко
- Словакии в гонке на время — Матей Юрцо

## Известные велогонщики
- Марио Чиполлини
- Филиппо Симеони
- Сергей Гончар